# Pieter Huyssens

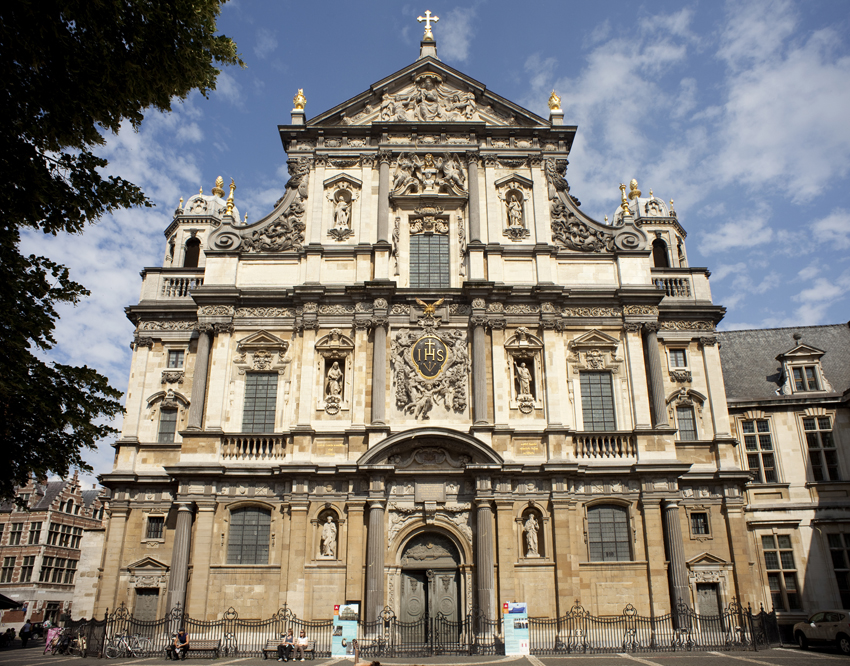
La Chiesa di San Carlo Borromeo di Anversa.

Pieter Huyssens, anche Pieter Huissens (Bruges, 22 febbraio 1577 – Bruges, 6 giugno 1637), è stato un architetto e gesuita fiammingo.

## Biografia
Pieter Huyssens nacque a Bruge da Jacob Huyssens e Cathelijne Boudens. Come il padre e il nonno scelse il mestiere di scalpellino, mestiere che ricopriva quando fece l'ingresso nella Compagnia di Gesù nel 1596 a Tournai. Dopo aver fatto un viaggio di aggiornamento in Europa, in particolare in Italia dove la sua presenza è registrata nei cantieri della chiesa di San Fedele di Milano, nel 1606 ottenne la sua prima commissione da architetto per la chiesa del collegio dei Gesuiti a Maastricht. Fu chiamato ad Anversa nel 1613 dove fornì i disegni della Chiesa di San Carlo Borromeo sotto la direzione di François d'Aguilon, dopo la cui morte nel 1617 divenne il capo del cantiere, collaborando con Peter Paul Rubens nei disegni per l'altare maggiore, poi realizzato dallo scultore Johannes van Mildert: la chiesa è considerata un capolavoro del barocco fiammingo. Sempre nello stesso periodo Huyssens collaborò in altri progetti a Namur e a Bruges sempre per chiese gesuite. Per volere di Isabella Clara Eugenia d'Asburgo si recò a Roma, per fare ritorno in Belgio dove morì nel 1637.

## Opere

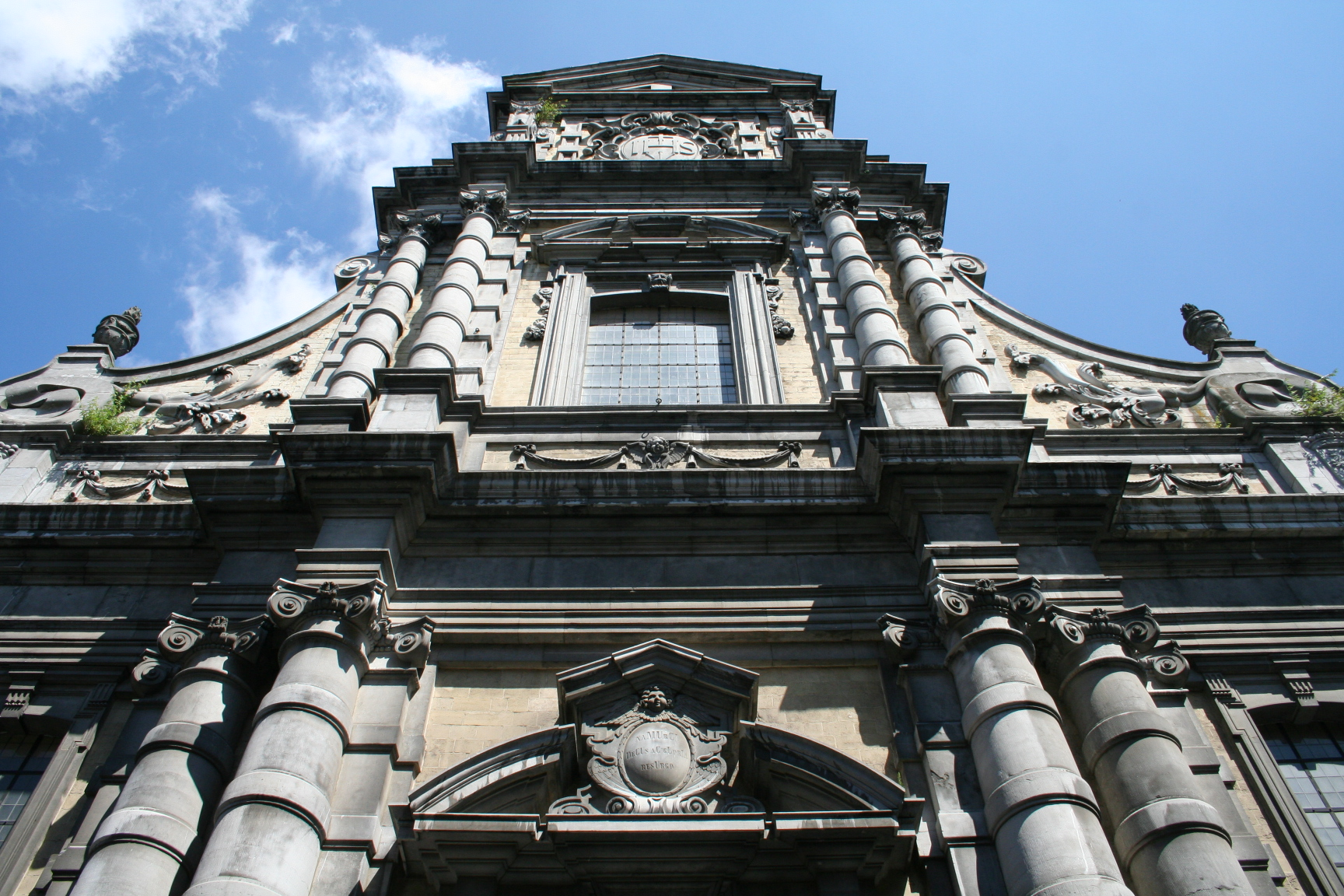
Chiesa di San Lupo, Namur.
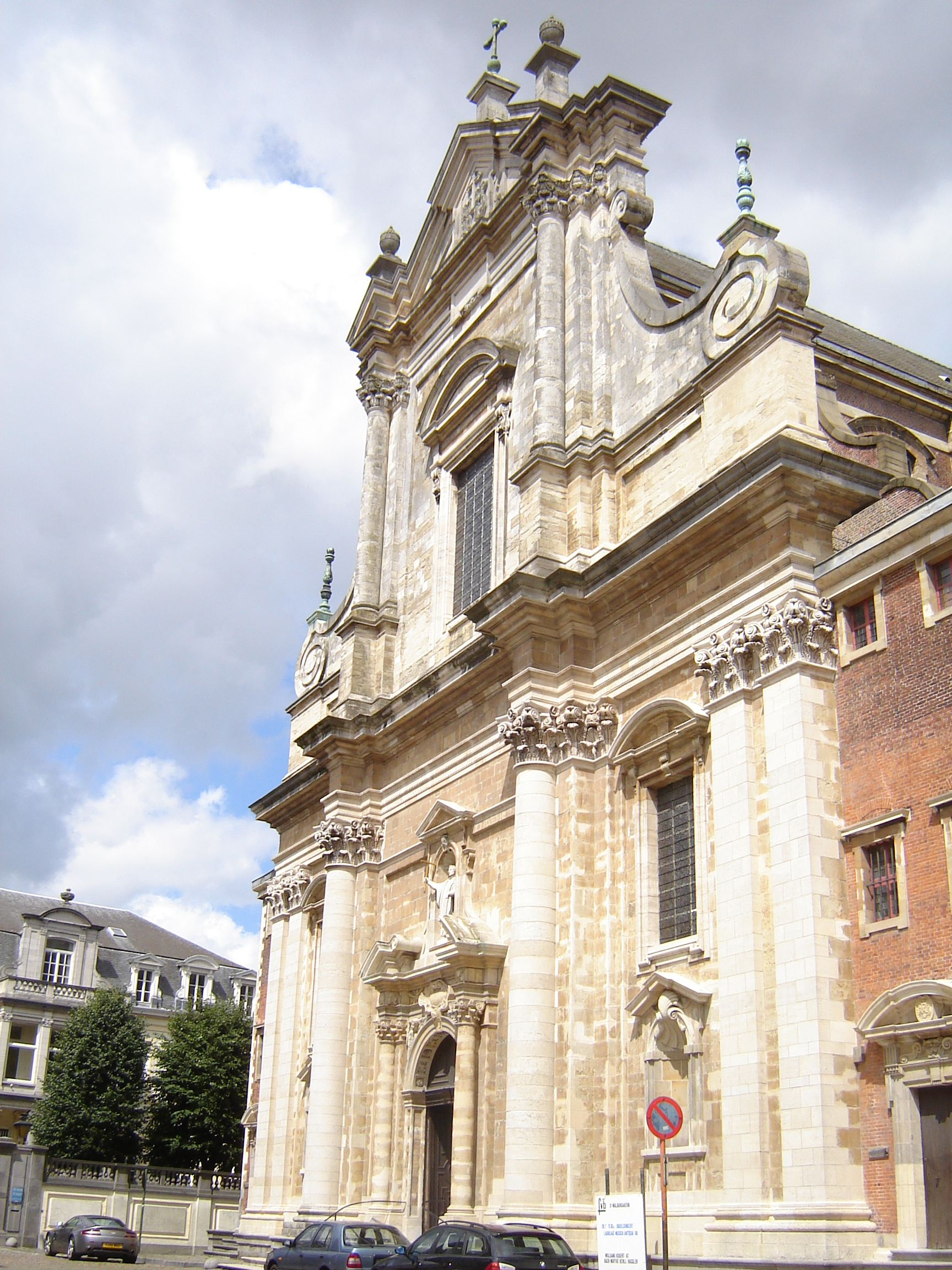
Chiesa di Santa Valpurga, Bruges
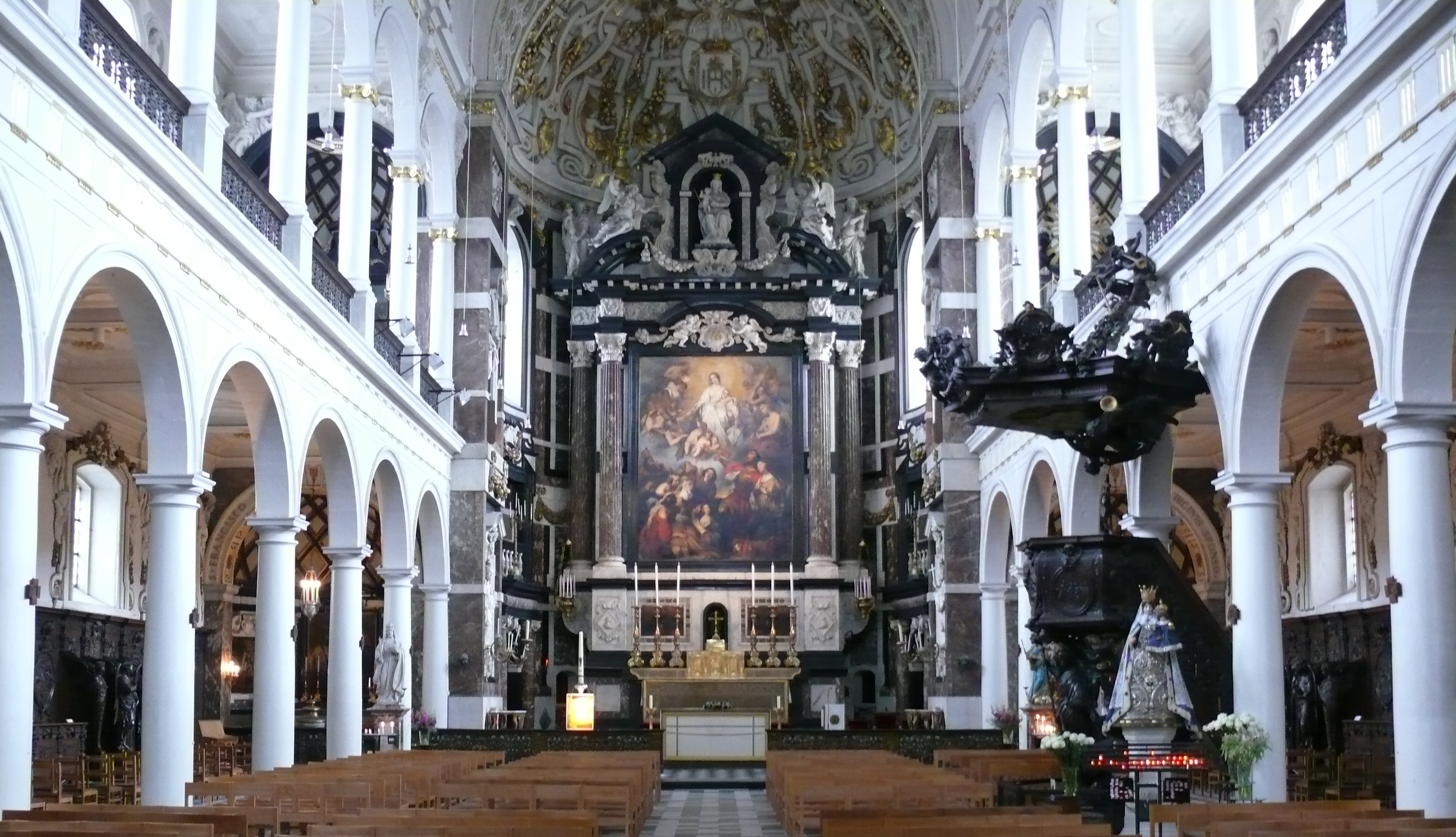
Interni della chiesa di San Carlo Borromeo, Anversa
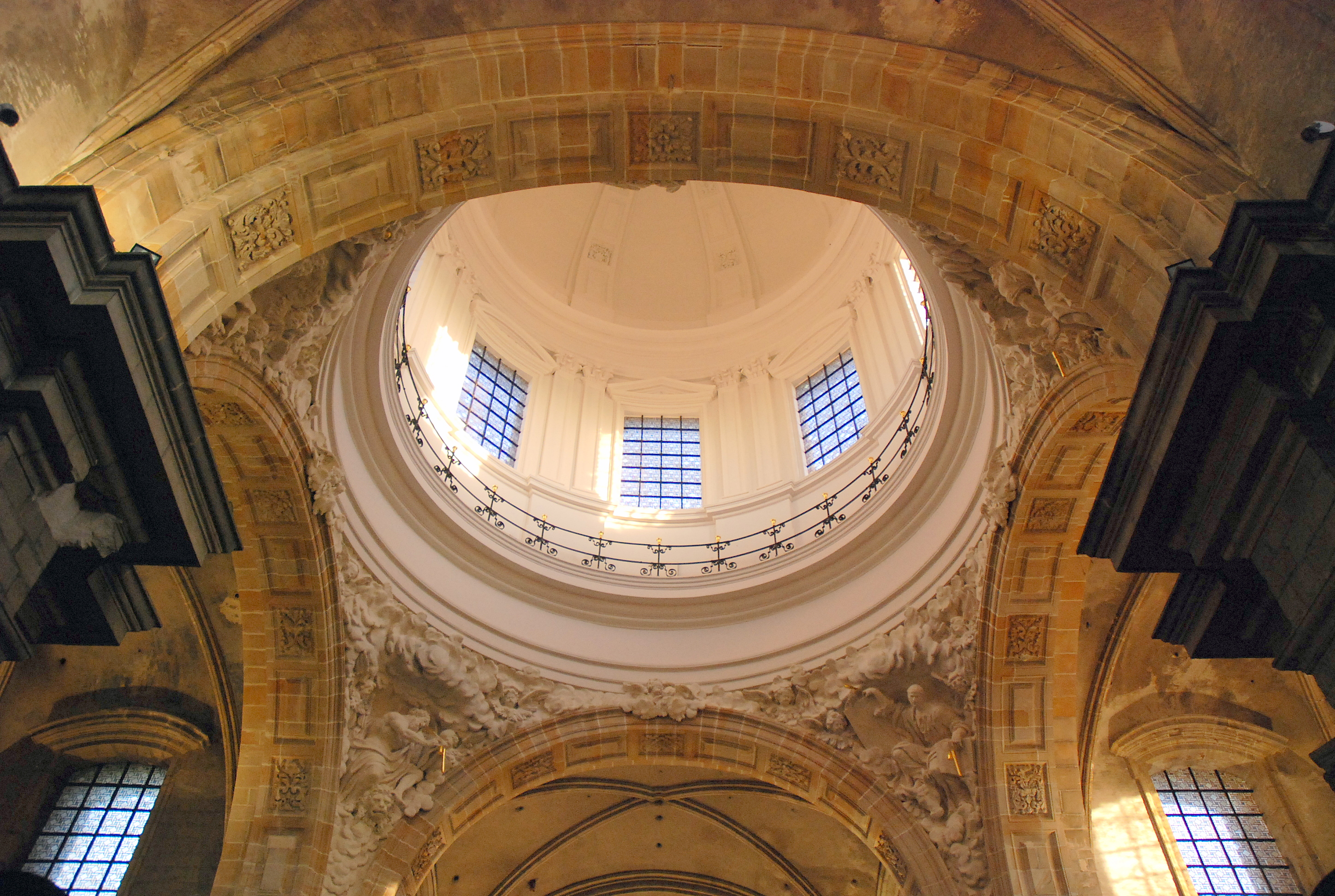
Chiesa di San Pietro di Gand, Gand